# Кожевников, Юлиан Николаевич
Юлиан Николаевич Коже́вников (1904—1975) — организатор металлургической промышленности, лауреат Сталинской премии первой степени (1943).

## Биография
Член КПСС с 1926 года.
После окончания института (1930) работал на Днепропетровском трубном заводе имени В. И. Ленина: инженер, начальник цеха тонкостенных труб. Внедрил 93 марки специальных сталей.
В 1934—1938 технический директор — главный инженер Первоуральского новотрубного завода. В 1938—1944 начальник Главтрубостали. С 1948 года зам. председателя Государственного научно-технического комитета СССР.
В последующем работал в Бюро по металлургии и химии при СМ СССР (1951—1957) и СМ СССР (1956—1961). Заместитель председателя Государственных комитетов по координации научно-исследовательских работ Совета Министров СССР (1956—1961) и СМ РСФСР (1962—1967). В 1968—1973 в Минчермете СССР.
С 1973 года на пенсии.
Похоронен на Введенском кладбище (участок № 29).

## Признание
- Сталинская премия первой степени (1943) — за коренное усовершенствование технологии производства миномётных труб и деталей боеприпасов
- два ордена Ленина (1943, 1945)
- ордена Трудового Красного Знамени (1935, 1958)